# Alpes grées
Dãy núi Alpes grées (tiếng Ý: Alpi Graie; tiếng Pháp: Alpes grées) là một dãy núi thuộc phần phía tây của dãy núi An pơ. Dãy núi này nằm trên lãnh thổ Pháp (tỉnh Savoie), Ý (vùng Piedmont cùng thung lũng Aosta), và Thụy Sĩ (miền tây bang Valais). Đèo Col des Montets chia cách dãy núi này với dãy núi Chablais Alps; đèo Col Ferret và thung lũng sông Dora Baltea chia cách nó với dãy Pennine Alps; đèo Mont Cenis chia cách nó với dãy Alpes cottiennes; thung lũng Arc chia cách nó với dãy Alpes du Dauphiné.
Dãy núi Alpes grées có thể chia thành 4 nhóm:
- nhóm Mont Blanc (phía bắc đèo nhỏ St Bernard)
- nhóm giữa (đường phân nước giữa đèo nhỏ St Bernard và đèo Mont Cenis)
- nhóm phía tây hay nhóm thuộc Pháp
- nhóm phía đông hay nhóm thuộc Ý

Nhóm núi phía tây có vườn quốc gia Vanoise; nhóm phía đông có vườn quốc gia Gran Paradiso.
Alpes grées bên phía Pháp là đầu nguồn của các sông Isère (thung lũng Tarentaise) và sông nhánh Arc (thung lũng Maurienne), cùng sông Arve. Bên phía Ý là sông Dora Baltea, Orco, Stura di Lanzo và các sông nhánh của sông Po.

## Các ngọn núi

### Nhóm Mont Blanc

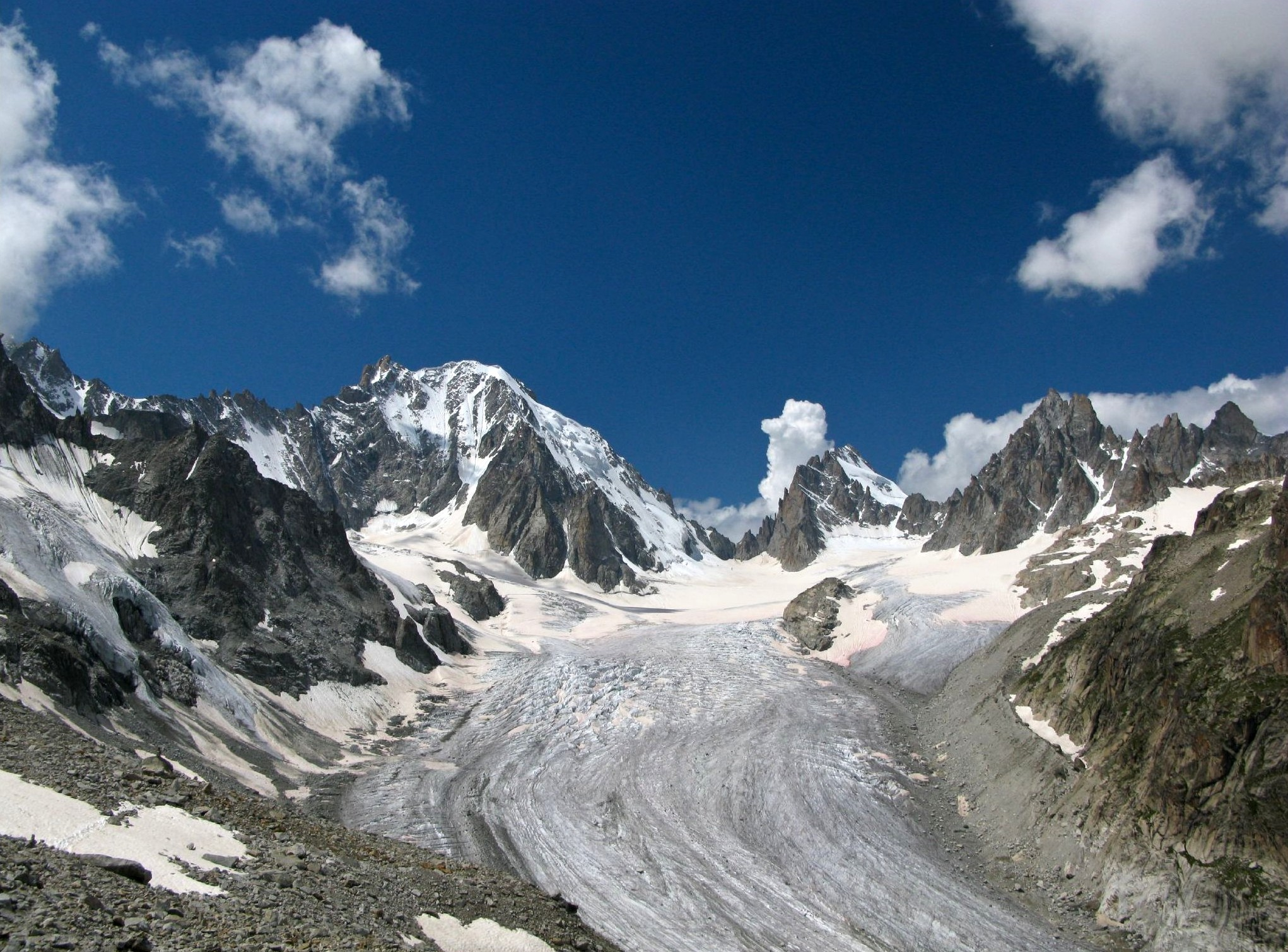
Aiguille d'Argentière trên sông băng Saleina

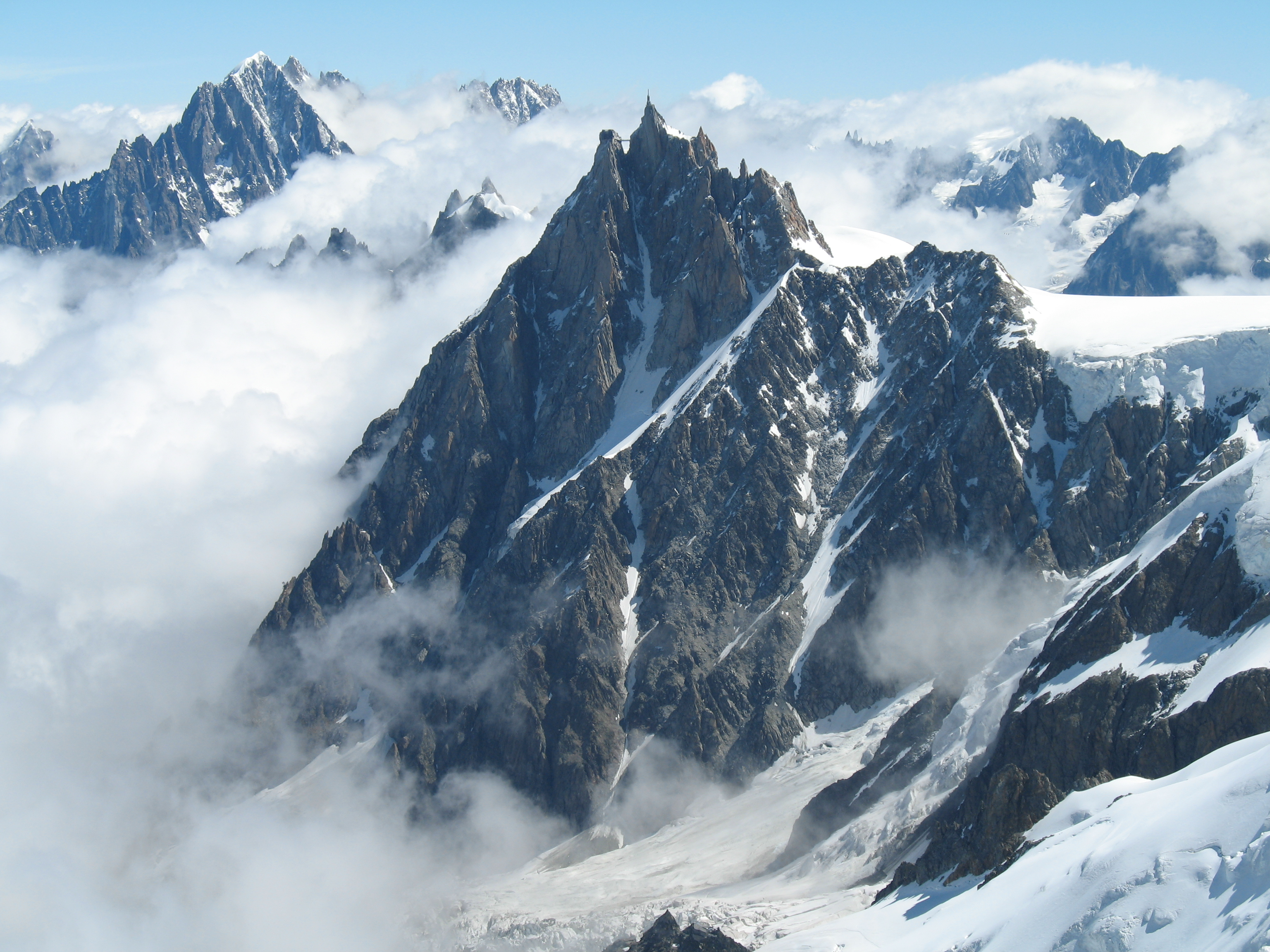
Aiguille du Midi

| Tên                    | mét   | feet   |  | Tên                                 | mét   | feet   |
| ---------------------- | ----- | ------ |  | ----------------------------------- | ----- | ------ |
| Mont Blanc             | 4.807 | 15.771 |  | Aiguille du Tacul                   | 3.438 | 11.280 |
| Mont Maudit            | 4.471 | 14.669 |  | Pointe d'Orny                       | 3.274 | 10.742 |
| Dôme du Goûter         | 4.331 | 14.210 |  | Dents du Midi                       | 3.260 | 10.696 |
| Grandes Jorasses       | 4.205 | 13.797 |  | Mont Favre                          | 3.259 | 10.693 |
| Aiguille Verte         | 4.127 | 13.541 |  | Tour Sallière                       | 3.227 | 10.588 |
| Aiguille de Bionnassay | 4.066 | 13.341 |  | Pointe de Léchaud                   | 3.127 | 10.260 |
| Dent du Géant          | 4.013 | 13.166 |  | Mont Buet                           | 3.109 | 10.201 |
| Trélatête              | 3.911 | 12.832 |  | Mont Ruan                           | 3.078 | 10.099 |
| Aiguille d'Argentière  | 3.902 | 12.802 |  | Pic de Tenneverge                   | 2.982 | 9.784  |
| Aiguille de Triolet    | 3.876 | 12.717 |  | Aiguille du Belvédère (Aigs Rouges) | 2.966 | 9.731  |
| Aiguille du Midi       | 3.843 | 12.609 |  | Crammont                            | 2.737 | 8.980  |
| Tour Noir              | 3.836 | 12.586 |  | Pointe des Fours                    | 2.719 | 8.921  |
| Aiguille des Glaciers  | 3.834 | 12.579 |  | Pointe du Colloney                  | 2.692 | 8.832  |
| Mont Dolent            | 3.823 | 12.543 |  | Catogne                             | 2.599 | 8.527  |
| Aiguille du Chardonnet | 3.822 | 12.540 |  | Mont Joly                           | 2.527 | 8.291  |
| Aiguille du Dru        | 3.754 | 12.316 |  | Brevent                             | 2.525 | 8.284  |
| Dômes de Miage         | 3.688 | 12.100 |  | Pointe de Sales                     | 2.494 | 8.183  |
| Aiguille du Tour       | 3.540 | 11.615 |  | Aiguille de Varan                   | 2.488 | 8.163  |
| Aiguille du Grépon     | 3.502 | 11.489 |  | Mont Chetif                         | 2.343 | 7.687  |
| Aiguille des Charmoz   | 3.442 | 11.293 |  |                                     |       |        |

### Nhóm giữa

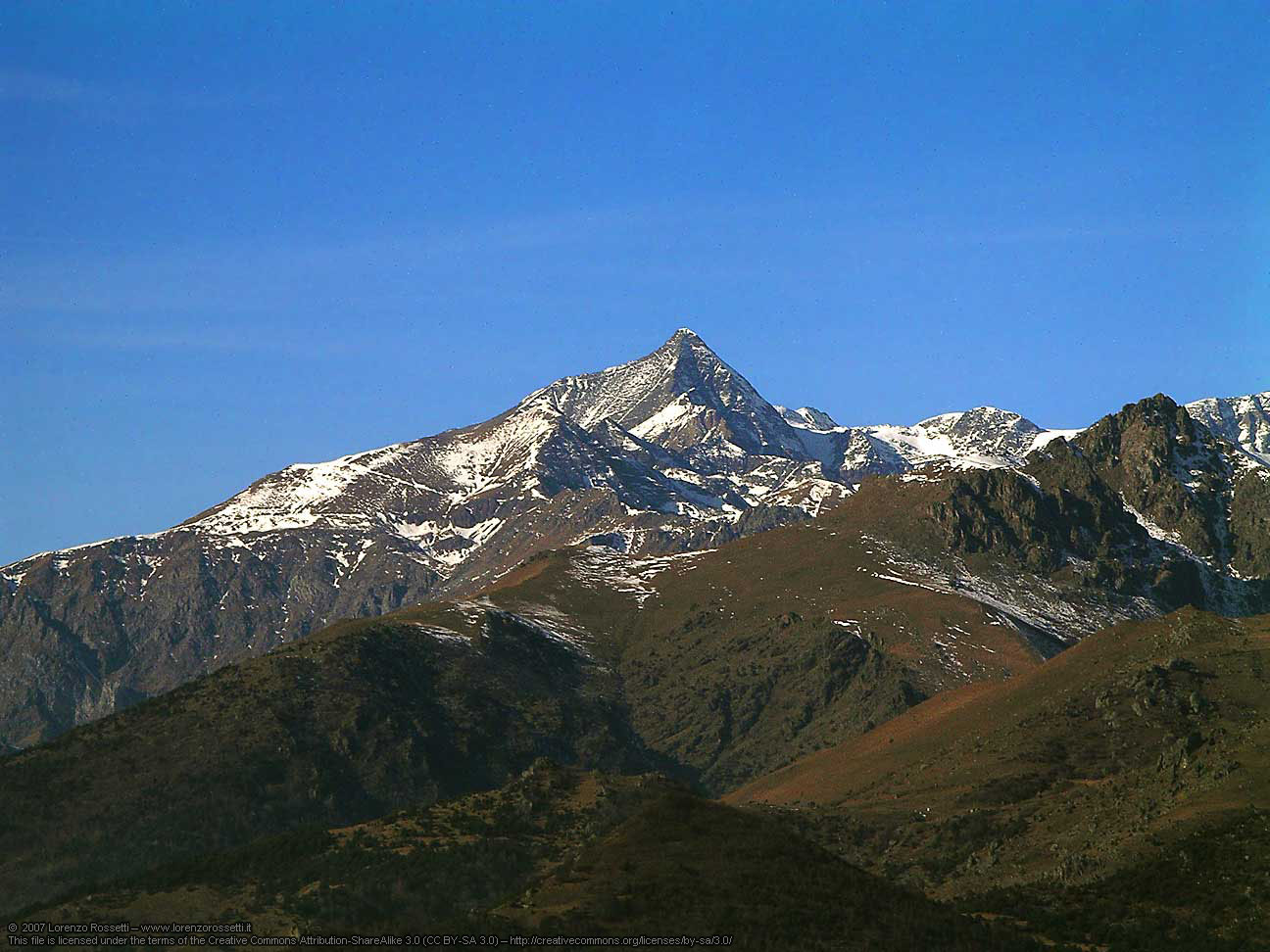
Rochemelon

| Tên                            | mét   | feet   |  | Tên                        | mét   | feet   |
| ------------------------------ | ----- | ------ |  | -------------------------- | ----- | ------ |
| Pointe de Charbonnel           | 3.760 | 12.336 |  | Grande Aiguille Rousse     | 3.482 | 11.424 |
| Aiguille de la Grande Sassière | 3.757 | 12.325 |  | Granta-Parey               | 3.473 | 11.395 |
| Uia di Ciamarella              | 3.676 | 12.061 |  | Roc du Moulinet            | 3.469 | 11.382 |
| Albaron                        | 3.638 | 11.936 |  | Aiguille Pers              | 3.451 | 11.323 |
| Pointe de Ronce                | 3.618 | 11.871 |  | Cima dell' Auille??        | 3.446 | 11.306 |
| Levanna                        | 3.615 | 11.860 |  | Pointe de la Galise        | 3.345 | 10.975 |
| Bec de l'Invergnan             | 3.608 | 11.838 |  | Pointe de la Traversière   | 3.341 | 10.962 |
| Tsanteleina                    | 3.606 | 11.831 |  | Ormelune/Pointe d'Archeboc | 3.283 | 10.771 |
| Bessanese                      | 3.597 | 11.801 |  | Signal du Mont Iseran      | 3.241 | 10.634 |
| Croce Rossa                    | 3.567 | 11.703 |  | Grand Assaly               | 3.174 | 10.413 |
| Punta d'Arnas                  | 3.540 | 11.615 |  | Torre d'Ovarda             | 3.075 | 10.089 |
| Rochemelon                     | 3.537 | 11.605 |  | Dôme de Val d'Isère        | 3.033 | 9.951  |
| Punta Chalanson                | 3.530 | 11.582 |  | Uia di Mondrone            | 2.964 | 9.725  |
| Grande Traversière             | 3.495 | 11.467 |  | Monte Unghiasse            | 2.939 | 9.643  |
| Testa del Rutor                | 3.486 | 11.438 |  | Monte Civrari              | 2.302 | 7.553  |

### Nhóm phía đông
| Tên                       | mét   | feet   |  | Tên             | mét   | feet   |
| ------------------------- | ----- | ------ |  | --------------- | ----- | ------ |
| Gran Paradiso             | 4.061 | 13.324 |  | Punta Tersiva   | 3.513 | 11.526 |
| Grivola                   | 3.969 | 13.022 |  | Punta Foura     | 3.410 | 11.188 |
| Herbetet                  | 3.778 | 12.396 |  | Punta Sengie    | 3.408 | 11.182 |
| Torre del Gran San Pietro | 3.692 | 12.113 |  | Punta Lavina    | 3.308 | 10.854 |
| Ciarforon                 | 3.665 | 12.025 |  | Rosa dei Banchi | 3.164 | 10.381 |
| Roccia Viva               | 3.650 | 11.976 |  | Becca di Nona   | 3.142 | 10.309 |
| Becca di Gay              | 3.623 | 11.887 |  | Punta Pousset   | 3.046 | 9.994  |
| Mont Emilius              | 3.559 | 11.677 |  | Monte Marzo     | 2.750 | 9.023  |

### Nhóm phía tây
| Tên                 | mét   | feet   |  | Tên                           | mét   | feet   |
| ------------------- | ----- | ------ |  | ----------------------------- | ----- | ------ |
| Grande Casse        | 3.855 | 12.648 |  | Pointe de la Sana             | 3.436 | 11.273 |
| Mont Pourri         | 3.788 | 12.428 |  | Pointe de l'Échelle           | 3.432 | 11.260 |
| Dent Parrachée      | 3.712 | 12.179 |  | Pointes de la Gliere          | 3.386 | 11.109 |
| Grande Motte        | 3.663 | 12.018 |  | Pointe de Méan Martin         | 3.337 | 10.949 |
| Dôme de l'Arpont    | 3.599 | 11.808 |  | Roche Chevrière               | 3.282 | 10.768 |
| Dôme de Chasseforet | 3.586 | 11.765 |  | Pointe de la Rechasse         | 3.223 | 10.575 |
| Aiguille de Péclet  | 3.566 | 11.700 |  | Petit Mont Blanc de Pralognan | 2.685 | 8.809  |
| Aiguille de Polset  | 3.538 | 11.608 |  | Mont Jouvet                   | 2.563 | 8.409  |

## Các đèo
Các nhóm đèo được chỉ bằng các từ sau: "MB" cho nhóm Mont Blanc, "C" cho nhóm giữa, "E" cho nhóm phía đông, và "W" cho nhóm phía tây.
| tên                         | vị trí                                   | nhóm | loại          | độ cao (m/ft) | độ cao (m/ft) |
| --------------------------- | ---------------------------------------- | ---- | ------------- | ------------- | ------------- |
| Col de la Brenva            | Courmayeur tới Chamonix                  | MB   | tuyết         | 4.333         | 14.217        |
| Col de Triolet              | Chamonix tới Courmayeur                  | MB   | tuyết         | 3.691         | 12.110        |
| Col d'Argentière            | Chamonix tới Orsières                    | MB   | tuyết         | 3.516         | 11.536        |
| Col de la Grande Rousse     | Rhêmes Valley tới Valgrisenche           | C    | tuyết         | 3.500         | 11.483        |
| Col de Talefre              | Chamonix tới Courmayeur                  | MB   | tuyết         | 3.484         | 11.430        |
| Col de Gebroulaz            | Modane tới Méribel                       | W    | tuyết         | 3.470         | 11.385        |
| Col de Monel                | Cogne tới Locana                         | E    | tuyết         | 3.428         | 11.247        |
| Col de Miage                | Les Contamines tới Courmayeur            | MB   | tuyết         | 3.376         | 11.077        |
| Col du Géant                | Chamonix tới Courmayeur                  | MB   | tuyết         | 3.371         | 11.060        |
| Col du Grand Paradis        | Ceresole Reale tới Valsavarenche         | E    | tuyết         | 3.349         | 10.988        |
| Col du Charforon            | Ceresole Reale tới Valsavarenche         | E    | tuyết         | 3.331         | 10.929        |
| Col de Teleccio             | Cogne tới Locana                         | E    | tuyết         | 3.326         | 10.913        |
| Col du Chardonnet           | Chamonix tới Orsières                    | MB   | tuyết         | 3.325         | 10.909        |
| Col de Lauzon               | Cogne tới the Valsavarenche              | E    | đường xe ngựa | 3.301         | 10.831        |
| Col du Bouquetin            | Bonneval-sur-Arc tới Val d'Isère         | C    | tuyết         | 3.300         | 10.827        |
| Col de St Grat              | Valgrisenche tới La Thuile               | C    | tuyết         | 3.300         | 10.827        |
| Col du Tour                 | Chamonix tới Orsières                    | MB   | tuyết         | 3.280         | 10.762        |
| Fenetre de Saleinaz         | Sông băng Saleinaz tới sông băng Trient  | MB   | tuyết         | 3.264         | 10.709        |
| Col de l'Herbetet           | Cogne tới Valsavarenche                  | E    | tuyết         | 3.257         | 10.686        |
| Col du Collerin             | Bessans tới Balme                        | C    | tuyết         | 3.202         | 10.506        |
| Col du Grand Etret          | Ceresole Reale tới Valsavaranche         | E    | tuyết         | 3.158         | 10.361        |
| Col de Bassac               | Rhêmes Valley tới Valgrisenche           | C    | tuyết         | 3.153         | 10.345        |
| Col du Carro                | Bonneval-sur-Arc tới Ceresole Reale      | C    | tuyết         | 3.140         | 10.302        |
| Col d'Arbole                | Cogne tới Brissogne                      | E    | tuyết         | 3.137         | 10.292        |
| Col de la Goletta           | Val d'Isère tới thung lũng Rhêmes        | C    | tuyết         | 3.120         | 10.237        |
| Col de Rhêmes               | Val d'Isère tới thung lũng Rhêmes        | C    | tuyết         | 3.101         | 10.174        |
| Col de la Grande Casse      | Pralognan tới Termignon                  | W    | tuyết         | 3.100         | 10.171        |
| Col de Sea                  | Bonneval-sur-Arc tới Forno Alpi Graie    | C    | tuyết         | 3.083         | 10.115        |
| Col de l'Autaret            | Bessans tới Usseglio                     | C    | đường đi bộ   | 3.070         | 10.073        |
| Col de Girard               | Bonneval-sur-Arc tới Forno Alpi Graie    | C    | tuyết         | 3.044         | 9.987         |
| Col Rosset                  | Valsavarenche tới thung lũng Rhêmes      | C    | đường xe ngựa | 3.024         | 9.922         |
| Col d'Arnas                 | Bessans tới Balme                        | C    | tuyết         | 3.014         | 9.889         |
| Col de la Galise            | Ceresole Reale tới Val d'Isère           | C    | tuyết         | 2.998         | 9.836         |
| Col de Sort                 | Valsavarenche tới thung lũng Rhêmes      | E    | đường xe ngựa | 2.967         | 9.735         |
| Quecees de Tignes           | Val d'Isère tới Termignon                | W    | tuyết         | 2.940         | 9.646         |
| Col della Nouva             | Cogne tới Pont Canavese                  | E    | đường xe ngựa | 2.933         | 9.623         |
| Col de Breuil               | Bourg-Saint-Maurice tới La Thuile        | MB   | tuyết         | 2.879         | 9.446         |
| Col de Garin                | Aosta tới Cogne                          | E    | đường đi bộ   | 2.868         | 9.411         |
| Collarin d'Arnas            | Balme tới Usseglio                       | C    | tuyết         | 2.850         | 9.351         |
| Colle della Finestra        | Thung lũng Rhêmes tới Valgrisenche       | C    | đường đi bộ   | 2.847         | 9.341         |
| Fenetre de Champorcher      | Cogne tới Champorcher                    | E    | đường xe ngựa | 2.838         | 9.311         |
| Col Vaudet                  | Sainte-Foy-Tarentaise tới Valgrisenche   | C    | đường đi bộ   | 2.836         | 9.305         |
| Col de Bardoney             | Cogne tới Pont Canavese                  | E    | tuyết         | 2.833         | 9.295         |
| Col de Chaviere             | Modane tới Pralognan                     | W    | đường đi bộ   | 2.806         | 9.206         |
| Col de la Leisse            | Tignes tới Termignon                     | W    | tuyết         | 2.780         | 9.121         |
| Col de l'Iseran             | Bonneval-sur-Arc tới Val d'Isère         | C    | đường xe      | 2.769         | 9.085         |
| Ghicet di Sea               | Balme tới Forno Alpi Graie               | C    | đường đi bộ   | 2.735         | 8.973         |
| Col de la Sachette          | Tignes tới Bourg-Saint-Maurice           | W    | đường đi bộ   | 2.729         | 8.954         |
| Col du Palet                | Tignes tới Moûtiers hay Bourg St Maurice | W    | đường xe ngựa | 2.658         | 8.721         |
| Col du Mont                 | Ste Foy tới Valgrisenche                 | C    | đường xe ngựa | 2.646         | 8.681         |
| Col du Nivolet              | Ceresole Reale tới Valsavarenche         | E    | đường xe      | 2.641         | 8.665         |
| Colle della Crocetta        | Ceresole Reale tới Forno Alpi Graie      | C    | đường xe ngựa | 2.636         | 8.649         |
| Col de la Platiere          | Saint-Jean-de-Maurienne tới Moûtiers     | W    | đường xe ngựa | 2.600         | 8.531         |
| Col du Mont Tondu           | Les Contamines tới Courmayeur            | MB   | tuyết         | 2.590         | 8.498         |
| Col Ferret                  | Courmayeur tới Orsières                  | MB   | đường xe ngựa | 2.533         | 8.311         |
| Col de la Vanoise           | Pralognan tới Termignon                  | W    | đường xe ngựa | 2.527         | 8.291         |
| Col de la Seigne            | Les Chapieux tới Courmayeur              | MB   | đường xe ngựa | 2.512         | 8.242         |
| Col de Susanfe              | Champéry tới Salvan                      | MB   | đường đi bộ   | 2.500         | 8.202         |
| Col du Bonhomme             | Contamines tới Les Chapieux              | MB   | đường xe ngựa | 2.483         | 8.147         |
| Col de Sageroux             | Sixt tới Champéry                        | MB   | đường đi bộ   | 2.413         | 7.917         |
| Col des Encombres           | Saint-Michel-de-Maurienne tới Moûtiers   | W    | đường xe ngựa | 2.337         | 7.668         |
| Col d'Anterne               | Sixt tới Servoz                          | MB   | đường xe ngựa | 2.263         | 7.425         |
| Col de Balme                | Chamonix tới thung lũng Trient           | MB   | đường xe ngựa | 2.201         | 7.221         |
| Little St Bernard Pass      | Aosta tới Moûtiers                       | C    | đường xe      | 2.188         | 7.179         |
| Col de la Madeleine         | La Chambre tới Moûtiers                  | W    | đường xe      | 1.984         | 6.509         |
| Colle Checrouit             | Courmayeur tới hồ Combal                 | MB   | đường xe ngựa | 1.960         | 6.431         |
| Col de Voza                 | Chamonix tới Les Contamines              | MB   | đường xe ngựa | 1.675         | 5.496         |
| Col de la Forclaz (Pháp)    | Chamonix tới Saint-Gervais               | MB   | đường xe ngựa | 1.556         | 5.105         |
| Col de la Forclaz (Thụy Sĩ) | Argentière tới Martigny                  | MB   | đường xe      | 1.520         | 4.987         |